# 詩季織々
『詩季織々』（しきおりおり、中国語: 肆式青春、英語: Flavors of youth）は、2018年公開のコミックス・ウェーブ・フィルムおよび絵梦制作による日中合同のアニメーション映画。
叫兽易小星原案・監督による『陽だまりの朝食』、永川成基脚本、竹内良貴監督による『小さなファッションショー』、李豪凌原案・絵コンテ・監督による『上海恋』の中国の3つの都市を舞台とした3つの短編からなるアンソロジー作品である。総監督は李豪凌。
日本語のキャッチコピーは「あの頃の思いが、そっと背中を押した」。

## 概要
本作は、中国の生活の基盤である「衣・食・住・行」に、「青春」や「愛」を重ねるアイデアがベースになっている。
本作の総監督のリ・ハオリンは、2006年、新海誠監督作品『秒速5センチメートル』を鑑賞して感銘を受け、2013年、同作の制作会社であるコミックス・ウェーブ・フィルム (CWF) にアニメ制作を依頼するが、スケジュールの都合などの理由でいったんは断られた。しかし、その後もCWFと交渉を重ね、2015年7月、『君の名は。』完成後に制作ラインが確保できるとの判断からCWFは本作の制作を受諾した。
本作の日本および世界での配信が決まる中、中国の人々にこそ伝わる表現は、他の国では伝わらないのではとのCWFからの提案を受け、中国版と日本版とではセリフ内容や劇伴をそれぞれ少しずつ変えている。
2018年8月より、中国、日本、シンガポールを除く全世界でNetflixが"international version"を独占配信し、日本では非独占配信している。

## 陽だまりの朝食
テーマは「食と行」。

### ストーリー（陽だまりの朝食）
北京で働くシャオミンは、漠然と繰り返す日々に心が倦み疲れていた。そんなシャオミンは、ある雨の朝、ふと故郷での日々と、それぞれの場面でのビーフンの味を思い出す。優しい祖母との田舎での暮らし、通学路にあるビーフン屋の前を通る憧れの少女と彼女の兄の思い出など。少年時代の思い出の中には、いつも違った味の温かいビーフンがあった。しかし、都会の北京に冷たさを感じ馴染めずにいるシャオミンは、大量生産され具も少ないビーフンにも距離を感じていた。
そんな中、シャオミンは祖母の危篤の報せを受ける。

### 登場人物（陽だまりの朝食）
シャオミン
幼い頃、湖南省で両親と離れて祖母と2人で暮らしていた。現在は北京に在住。ビーフンに暖かい思い出を抱いている。
シャオミンの祖母
温厚な性格で、いつもシャオミンを優しく見守っていた。

## 小さなファッションショー
テーマは「衣」。

### ストーリー（小さなファッションショー）
広州に住むファッションモデルのイリンと妹のルルは仲の良い姉妹で、幼くして両親を亡くしてからは、マンションで共に助け合いながら暮らしていた。モデルとして人気絶頂のイリンだが、年齢と人気がモデルとしての旬を過ぎようとしていることを自覚し、後輩モデルの人気と輝きを感じていた。さらに、後輩モデルに付き合っていた彼氏も取られてしまう。焦るイリンは大事なファッションショーのために無理を重ね、ショーの最中に倒れて入院してしまう。行き詰まりを感じたイリンは退院後、引退の意向をルルに話す。しかし、ルルを養うために別の仕事を探すというイリンの言い方に、押しつけがましさを感じて怒るルルと、大喧嘩してしまう。
モデルの仕事がなくなったイリンだが、マネージャーのスティーブからあるショーを紹介される。そこにはルルが、イリンのために作った服を持って待っていた。

### 登場人物（小さなファッションショー）
イリン
トップモデル。両親を亡くしてからは、妹を養うために2人で一緒に暮らしている。強気で社交的な性格。後輩モデルの人気に焦りを感じている。
ルル
イリンの妹。服飾専門学校に通いながら料理などの家事を務めている。内気な性格だが芯は強い。働きすぎな姉を気遣っている。
スティーブ
イリンのマネージャーで、公私にわたる相談役でもある。ゲイで女性には恋愛感情を持たない。

## 上海恋
テーマは「住と行」。

### ストーリー（上海恋）
1990年代、上海の石庫門に住むリモは、幼馴染のシャオユとパンといつも一緒に過ごしていた。リモとシャオユは互いに淡い思いを抱いており、その気持ちを口に出すことはなかったが、2人は互いの言葉を録音したカセットテープを交換し合って交流を深めていた。
ところが、地元の高校に通うというリモに対し、シャオユは父親から一流校の高校に行くよう言われていた。その高校は石庫門から遠く離れた町にあり、引っ越さなければならない。リモはシャオユには内緒で一流校を受験しようと猛勉強を始め、そのためシャオユとのカセットテープの交換が途絶えてしまった。リモは猛勉強の甲斐があって一流校に合格するが、シャオユは受験に失敗してしまう。リモは引っ越しの車の中、橋の上から手を振って見送るシャオユに手を振って応え、そうして2人は離れ離れになってしまう。
そして現代、社会人になったリモは仕事に失敗し、状況を変えるために引っ越しをする。ところがリモは、その引っ越しの荷物の中に、持っているはずのないシャオユとの思い出のカセットテープを見つける。そこに吹き込まれていたのは、語られることのなかったリモへの思いであった。しかし、テープを聞いたリモがシャオユの家を訪れると、既に一家は引っ越しており、行方も分からなくなっていた。

### 登場人物（上海恋）
リモ
建築設計士。石庫門に住んでいた頃、幼馴染のシャオユに淡い思いを抱いていた。現在は仕事に行き詰まりを感じている。
シャオユ
リモの幼馴染。リモへの思いをカセットテープに録音して伝えようとしたが、リモには伝わらなかった。その後、アメリカに留学する。リモやパンと異なり上海人ではなく、上海に住んでいるのは父親が出稼ぎに来ているため。石庫門は上海人の戸籍がなければ住めないため、寂れた集合住宅で暮らしている。
パン
リモとシャオユの幼馴染。大人になってもリモとの付き合いは続いている。

## キャスト
「陽だまりの朝食」
- シャオミン（青年）：坂泰斗
- シャオミン（幼少期）：伊瀬茉莉也
- シャオミンの祖母：定岡小百合

「小さなファッションショー」
- イリン：寿美菜子
- ルル：白石晴香
- スティーブ：安元洋貴

「上海恋」
- リモ：大塚剛央
- シャオユ：長谷川育美
- パン：中務貴幸

## メインスタッフ
「陽だまりの朝食」
- 監督：イ・シャオシン
- 絵コンテ：森元育郎
- 演出・編集：今村望
- キャラクターデザイン・作画監督：西村貴世
- 調理シーン作画監督：大橋実
- 美術監督：馬鳥亮子
- 音楽：sakai asuka

「小さなファッションショー」
- 監督：竹内良貴
- 演出：佐土原武之
- 脚本：永川成基
- キャラクターデザイン：矢島康太
- 作画監督：大橋実
- 美術監督：小原まりこ、友澤優帆
- 音楽：yuma yamaguchi

「上海恋」
- 監督：リ・ハオリン
- キャラクターデザイン・作画監督・演出：土屋堅一
- 美術監督：渡邊丞
- 音楽：石塚玲依

特別映像
- 演出・編集：今村望
- 作画監督：松井祐子
- 美術監督：瀧野薫
- 音楽：沙織

『詩季織々』
- 主題歌：ビッケブランカ「WALK」(avex trax)
- アニメーション制作：コミックス・ウェーブ・フィルム
- 製作：「詩季織々」フィルムパートナーズ